# Левяну, Иосиф Матвеевич
Иосиф Матвеевич Левяну (настоящая фамилия Лейбович; 7 марта 1909, Васлуй, провинция Молдавия, Румыния — 1976, Кишинёв) — молдавский советский актёр. Заслуженный артист Молдавской ССР (1958).

## Биография
Работал в антрепризах различных румынских театров, в комических и музыкальных ролях, был актёром еврейского театра. С присоединением Бессарабии к СССР в 1940 году поселился в Кишинёве, был принят в труппу Кишинёвского еврейского театра (на идише). В годы Великой Отечественной войны в эвакуации в Туркмении, где в 1943 году был принят в труппу эвакуированного Молдавского музыкально-драматического театра. После возвращения труппы в Кишинёв продолжил работать в театре, где вскоре стал одним из ведущих актёров.
Среди ролей Иосифа Левяну — Тома в пьесе Рахмила Портного «Песня Лэпушницы», сельский примар в пьесе Леонида Корняну «Ковёр Иляны», Цугуй в пьесе Емилиана Букова «Бурлящий Дунай», монах в пьесе Александра Левады «Фауст и смерть», Буллингер в пьесе Бертольта Брехта «Швейк во Второй мировой войне» (1963). Особенно отмечены критикой роли в пьесах Василе Александри «Сынзяна и Пепеля», «Овидиу», «Источник Бландузии». Участвовал в радиоспектаклях театра.
Снялся в нескольких художественных лентах режиссёров М. Н. Калика, Э. В. Лотяну и М. М. Израилева на киностудии «Молдова-фильм» — «Атаман Кодр» (1958, крестьянин-бедняк), «Жил-был мальчик» (1960, эпизод), «Орлиный остров» (1961, Лонгу — председатель колхоза), «Человек идёт за солнцем» (1961, таксист).